# Felline
Felline è una frazione di 1.408 abitanti del comune di Alliste in provincia di Lecce.

## Geografia fisica
Il centro urbano di Felline è situato a 45 m s.l.m., nel sud Salento; il punto più elevato del territorio circostante raggiunge gli 86 metri in località Madonna dell'Alto. Dista poco meno di 3 km dal capoluogo comunale, 5,5 km da Posto Rosso sul litorale ionico e circa 53 km da Lecce.

## Toponimo
L'etimologia di Felline deriverebbe dal termine latino figlinae, ossia laboratori artigianali per la produzione della ceramica. Si ha testimonianza infatti di una fornace, attiva fino al I secolo a.C., intorno alla quale si sviluppò probabilmente un piccolo nucleo abitato.

## Storia
Il territorio è stato abitato fin dalla preistoria come testimoniato dalla presenza di alcuni menhir. Il primo nucleo abitato è sorto probabilmente nel III secolo a.C. in periodo romano. Numerosi ritrovamenti archeologici fanno ipotizzare che Felline sia sorto come sobborgo della vicina città messapica di Ugento, laddove era presente un importante centro per la produzione della ceramica. Il terreno argilloso si prestava infatti direttamente alla produzione in loco.
Con la caduta dell'Impero romano d'Occidente, Felline conobbe un periodo di declino. Indicato nei testi antichi come terra di greci, presenta numerose testimonianze bizantine. Data la vicinanza al mare fu più volte distrutta e rischiò di scomparire definitivamente a causa delle invasioni di Saraceni e Veneziani (1480). Secondo la tradizione parte della popolazione scampata ai massacri fondò i vicini centri di Melissano e di Alliste, paesi entrambi non visibili direttamente dal mare.
Tra il 1560 e il 1570, proprio contro la minaccia turca, venne eretta lungo la costa la Torre Sinfonò.
In età medievale il casale di Felline fu assegnato da Tancredi d'Altavilla alla famiglia Bonsecolo, la quale edificò il castello. Fra il XV e il XVI secolo il feudo appartenne ai De Noha. Dal XVI al XVIII secolo si avvicendarono le famiglie Tolomei, Cappello, Pignatelli, Acquaviva, De Capua e d'Amore. Gli ultimi feudatari furono gli Oliva e infine gli Scategni di Felline, che governarono il feudo fino al 1806, anno dell'eversione feudale.

## Monumenti e luoghi d'interesse

### Architetture religiose

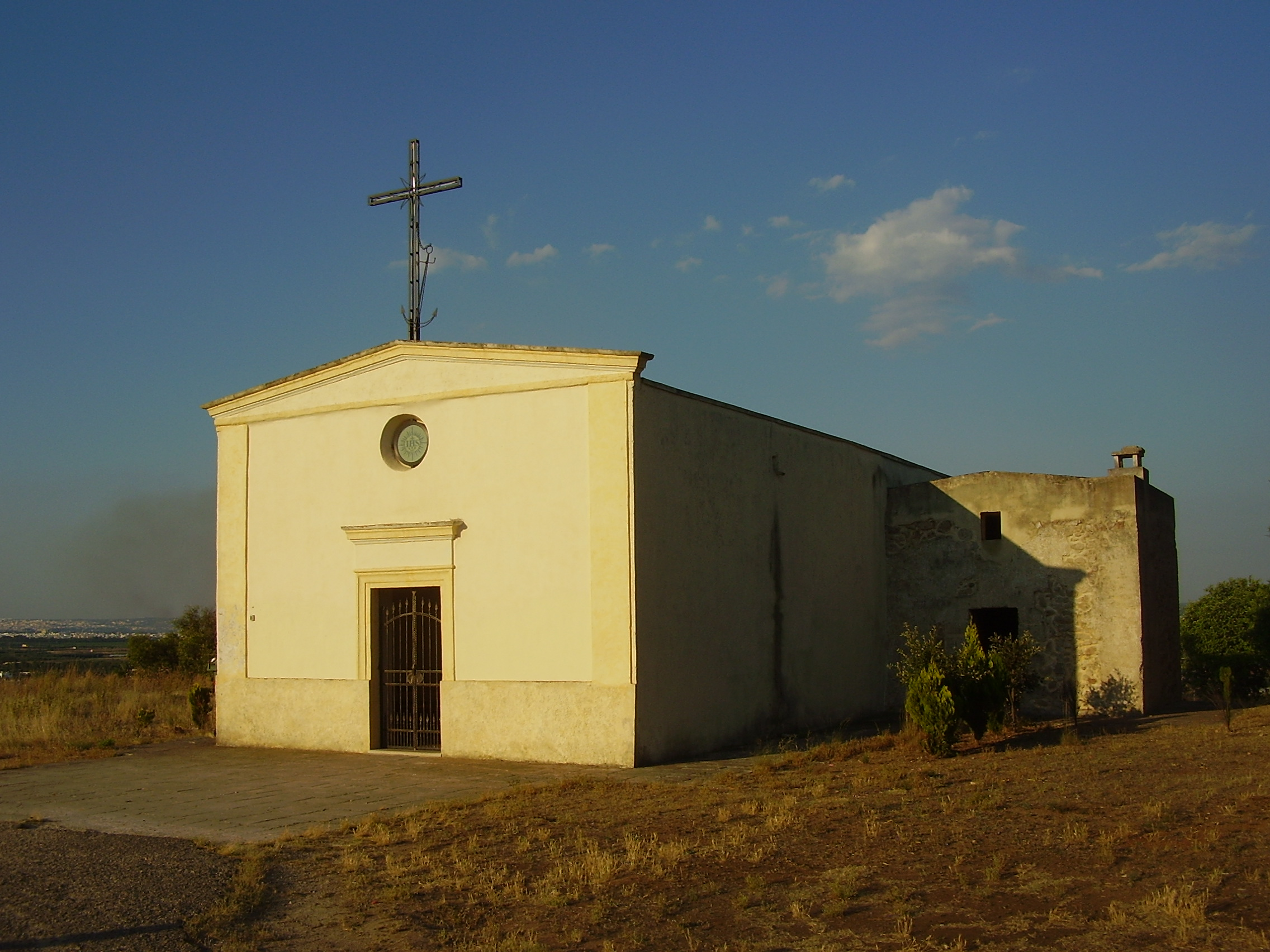
Chiesa Madonna dell'Alto

#### Chiesa abbaziale Madonna dell'Alto
La piccola chiesetta della Madonna dell'Alto, posta sulla sommità dell'omonima serra, fu edificata dai monaci basiliani intorno al X secolo. Presenta un semplice prospetto e l'interno, che misura m 7,10 x 16,60, è ad aula unica con volta a botte. Conserva alcuni affreschi bizantineggianti raffiguranti la SS. Trinità e la Madonna col Bambino benedicente, quest'ultimo datato 1577. Esistono anche altre tracce di affreschi databili al XV secolo ma non decifrabili.
Nelle immediate vicinanze sono visibili i resti della Specchia Madonna dell'Alto.

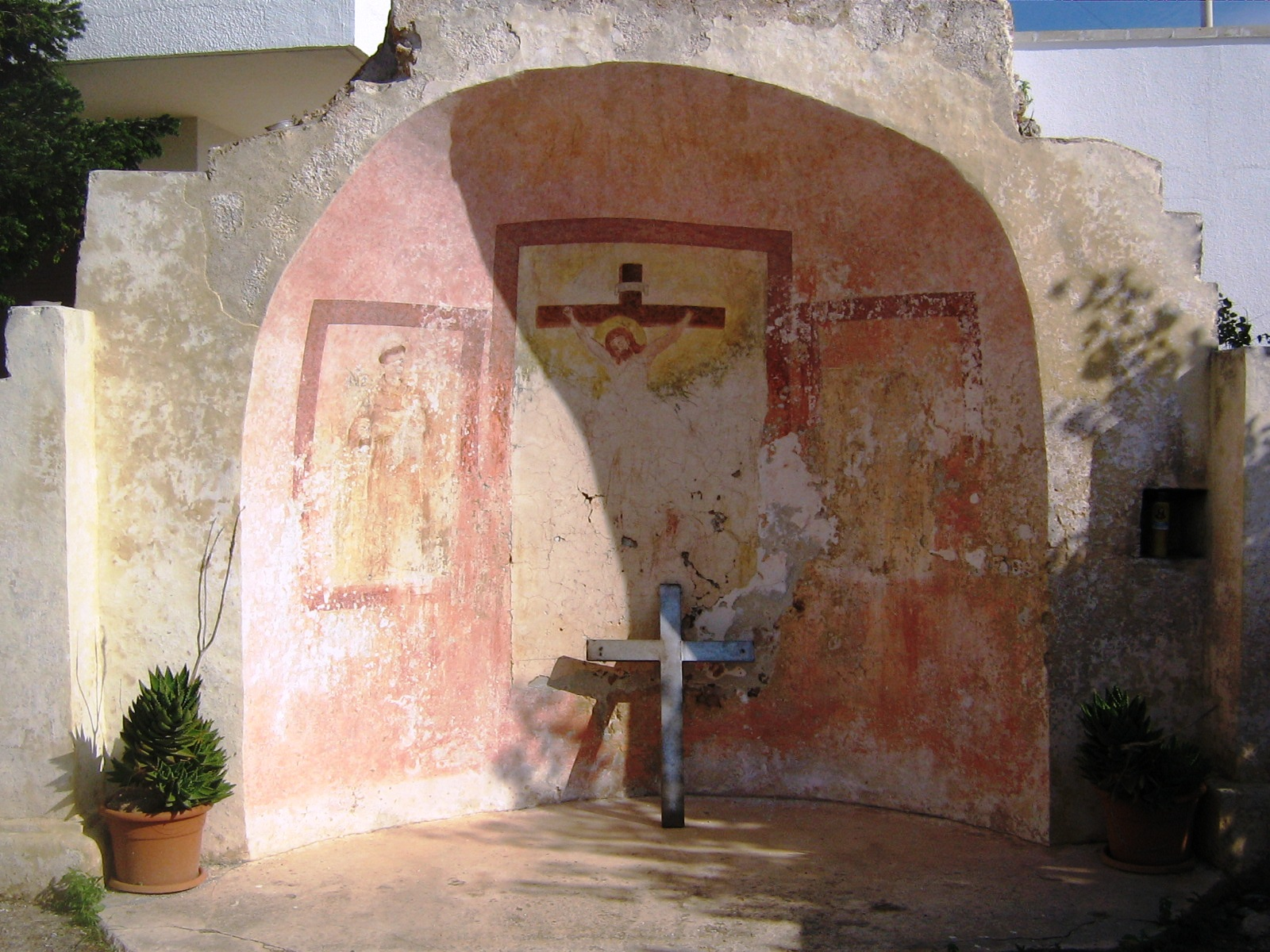
Abside di Santa Sofia

#### Abside di Santa Sofia
L'abside di Santa Sofia è ciò che rimane della chiesa omonima risalente alla fine del XIV secolo. L'abside conserva ancora i suoi affreschi originari raffiguranti una Crocifissione, Sant'Antonio da Padova e Santa Deodata di Nicea. Con i recenti restauri è emerso che la chiesa apparteneva a un nucleo abitativo medievale e che aveva orientamento est-ovest, come di tradizione orientale. Inoltre sono stati individuati i resti dei muri perimetrali della costruzione nascosti sotto il manto stradale.

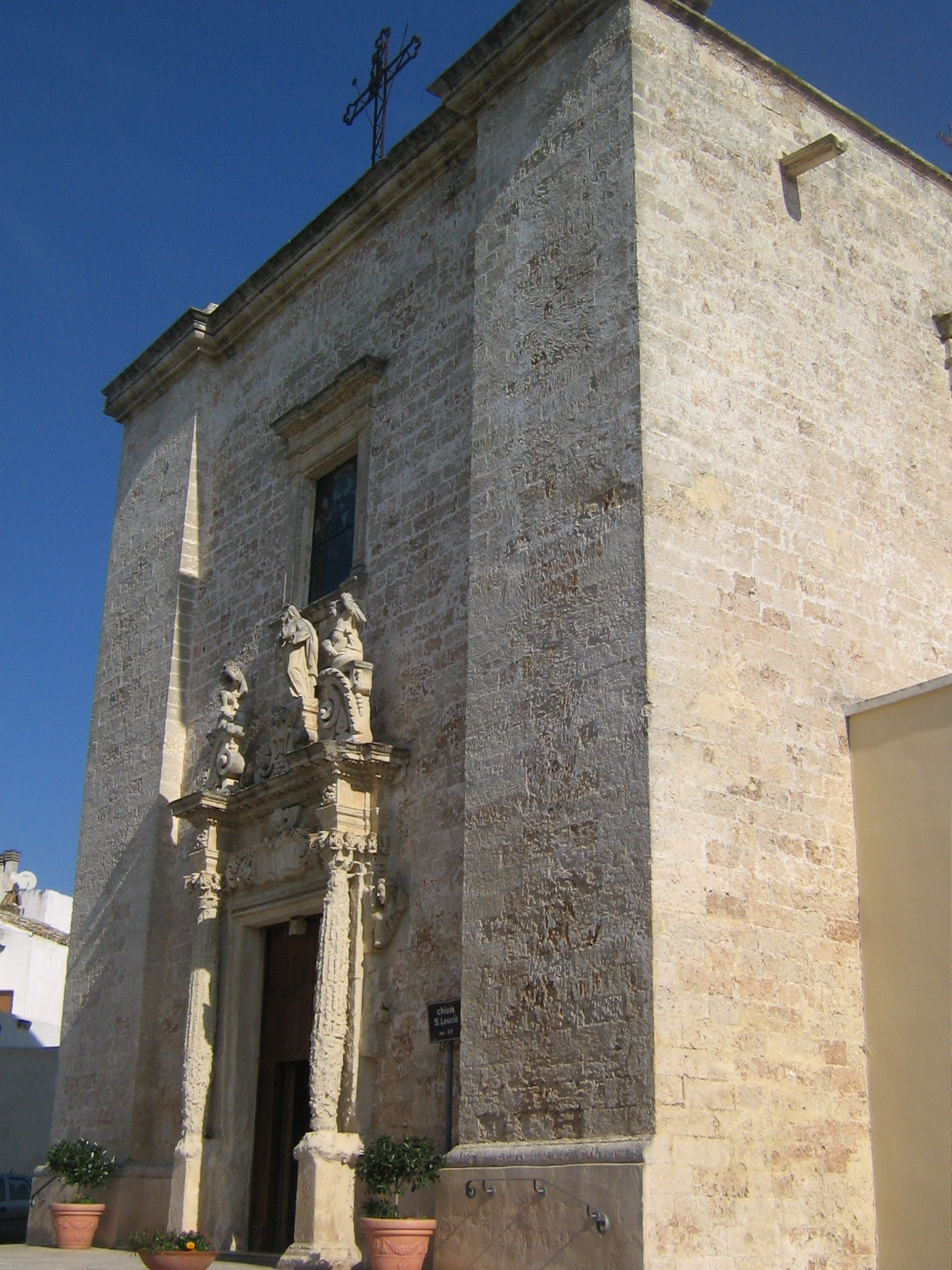
Chiesa Madre

#### Chiesa di Santa Potenza
La Chiesa della Madonna della Luce o della Natività della Vergine, erroneamente chiamata di Santa Potenza, venne eretta nella seconda metà del XV secolo. Situata a circa 1 km dal centro di Felline, la chiesa è in pessime condizioni statiche ed è priva di copertura. Dei tre altari originari, rimane in piedi solo quello della Natività. Adiacente alla chiesa rimangono in piedi pochi ruderi dell'antica Casa dell'Oblato.

#### Chiesa Madre
La Chiesa Madre, sede della Parrocchia dedicata a San Leucio Martire, risale al XVI secolo. Subì non pochi rifacimenti nel corso dei secoli; gli interventi settecenteschi trasformarono l'edificio in stile barocco.
Presenta un sobrio prospetto arricchito da un portale rinascimentale inquadrato in due colonne di pietra leccese. L'interno, a navata unica, è ricco di stucchi e di decorazioni. Il presbiterio, delimitato da una balaustra marmorea, ospita un altare maggiore realizzato in marmo policromo di Carrara che costituisce uno dei pochi esempi d'arte napoletana settecentesca nel Salento. Una pala, pure di marmo, si erge sull'altare e fa da cornice ad una tela fiamminga, raffigurante l'Ultima Cena.
Di pregevole fattura sono anche gli altari laterali dedicati a Sant'Antonio da Padova, a San Michele Arcangelo, a San Giuseppe e alla Madonna del Rosario.
Lungo i muri laterali sono posizionati numerosi medaglioni contenenti tele del pittore ruffanese Saverio Lillo. Le tele raffigurano: San Mattia, San Bartolomeo, San Giacomo Minore, San Filippo, Sant'Andrea, San Giovanni, San Giuda Taddeo, San Tommaso, San Pietro, la Visitazione della Beata Vergine, la Madonna del Carmine, la Natività di Maria Vergine, la Presentazione di Gesù al Tempio e l'eccidio dei Martiri di Otranto.

#### Chiesa Madonna Immacolata
La Chiesa della Madonna Immacolata, a ridosso della cinta muraria, risale alla fine del Cinquecento e fu costruita sui resti di una preesistente struttura dedicata alla Madonna della Luce. La chiesa è sede della Congregazione dell'Immacolata fondata nel 1620.
Presenta una facciata decorata da un ornato portale barocco, sormontato da una nicchia contenente la statua dell'Immacolata. L'interno, ormai quasi spoglio dell'originario arredamento, presentava lungo le pareti laterali, gli stalli dei confratelli e del priore. Vi era anche un settecentesco pulpito in legno appoggiato sul pilastro centrale sinistro.

### Architetture civili

#### Case a corte e palazzi
Il centro storico del paese si estende all'interno delle mura medievali, delle quali oggi rimangono solo brevi tratti. Il borgo è caratterizzato da piccole e strette stradine sulle quali si affacciano antiche case a corte con balconi e finestre rinascimentali. Fra le diverse dimore signorili, si distinguono per importanza artistica, i palazzi De Rinaldis, con annessa cappella dedicata a Sant'Oronzo, e Trianni. Importante testimonianza di aggregazione e ritrovo della gente del posto è l'antico forno pubblico rimasto intatto.

### Architetture militari

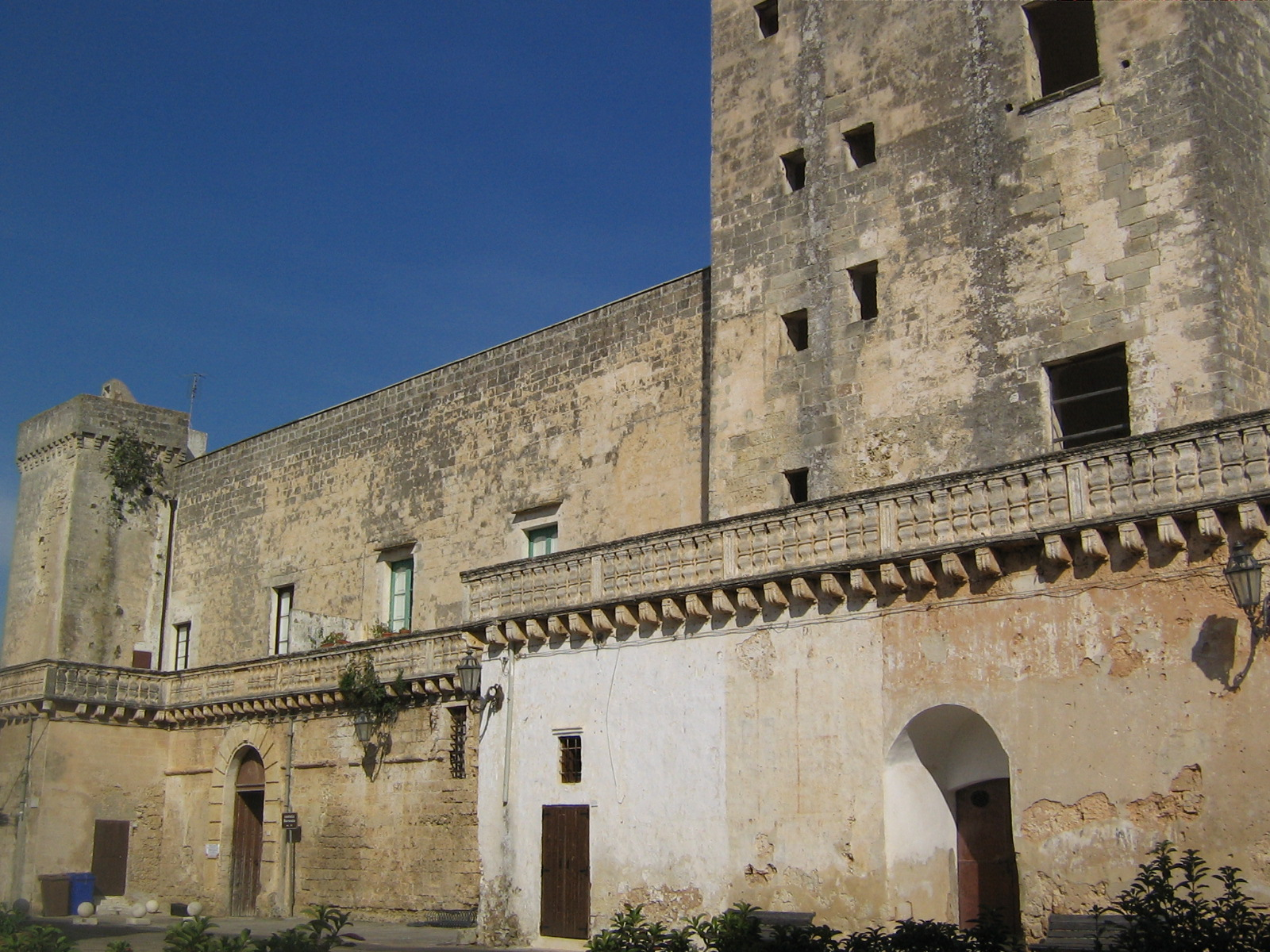
Castello

#### Castello
Eretto dalla famiglia Bonsecolo nel XII secolo, il castello di Felline fu rimaneggiato nel corso dei secoli successivi ad opera delle famiglie feudatarie che si avvicendarono nell'amministrazione del feudo. Tra gli interventi più importanti si segnalano quelli commissionati dalla famiglia Tolomei nel XVI secolo e quelli promossi dal duca Francesco Pignatelli nel XVII secolo.
In origine il castello si attestava sul versante settentrionale della cinta muraria, ormai demolita. Attualmente l'edificio presenta un impianto quadrangolare, rinforzato ai vertici da altrettante torri: quadrate quelle sul fronte, circolari quelle sulla parte posteriore. Il prospetto principale è caratterizzato da una lunga balconata sorretta da mensole in carparo e da un portale d'ingresso con cornice a bugne, un tempo sormontato da stemma gentilizio (non più esistente). Le grandi sale del piano nobile recano una decorazione ad affresco, attualmente ricoperta da uno strato di scialbo.

### Siti archeologici

#### Menhir Ninfeo e Terenzano
I due menhir presenti nel territorio di Felline costituiscono la testimonianza che il territorio fu abitato sin dall'Età del bronzo. Il menhir Ninfeo sorge nei pressi dell'omonima masseria, a circa 5 km dal centro abitato. Presenta una base rettangolare ed è alto 2,60 m. Il menhir Terenzano, incorporato in un muretto a secco, ha un'altezza di 2,50 m e nelle vicinanze si notano dei grandi massi che molto probabilmente dovevano appartenere ad un dolmen.

#### Ninfeo
Il Ninfeo di Felline è una delle poche testimonianze, ancora esistenti, delle antiche credenze pagane del territorio salentino. Di origine greco-romana, il ninfeo è ubicato in un comprensorio alla base della serra di Alliste di circa due Km di diametro in cui sono comprese due masserie (Canne e Ninfeo), varie fonti di acqua dolce,una vegetazione lussureggiante e una grotta, nella quale si adoravano il Dio Pan e le ninfe Naiadi. Varie sono le testimonianze della presenza umana date dal ritrovamento di reperti dal paleolitico superiore fino all'età romana.

## Eventi
- Festa della Madonna dell'Alto - prima domenica dopo Pasqua
- Sagra della patata - luglio
- Sagra della Carne Ferrata - 11 agosto
- Sagra della Polpetta - agosto
- Canto delle cicale - agosto
- Fiera di Sant'Antonio da Padova - ottobre

## Galleria d'immagini
Foto interni della Chiesa Madre

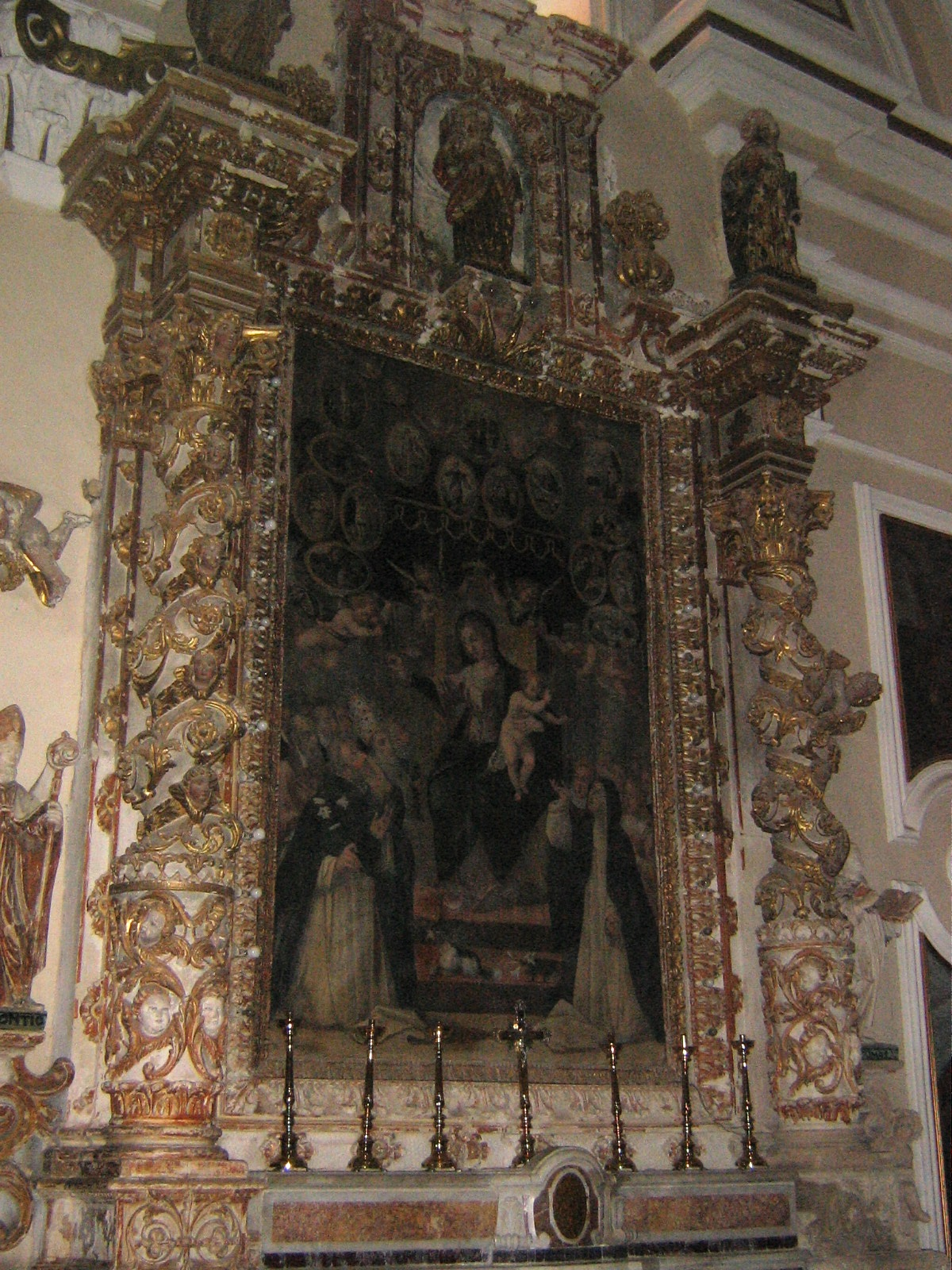
Altare del Rosario
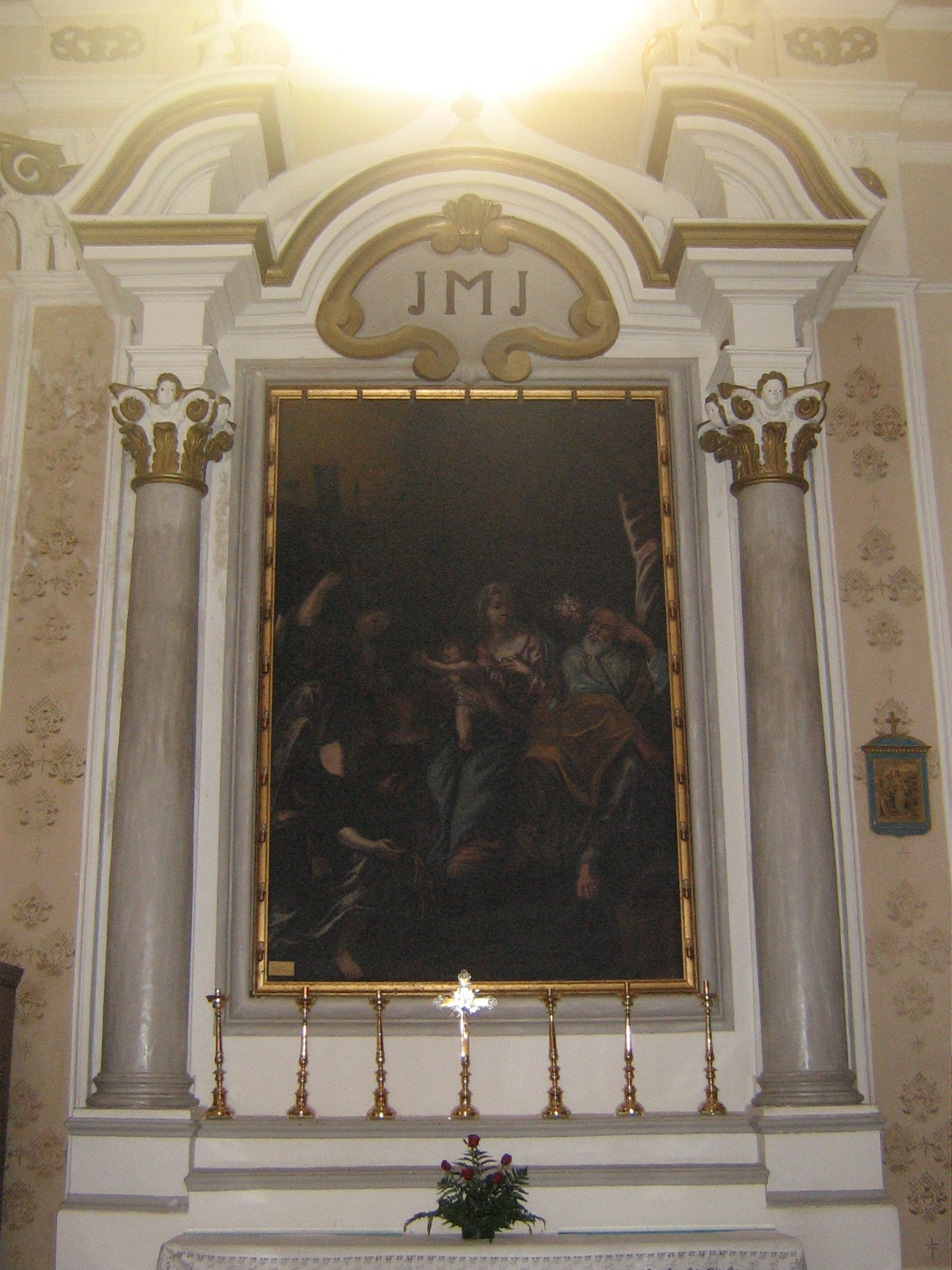
Altare di San Giuseppe
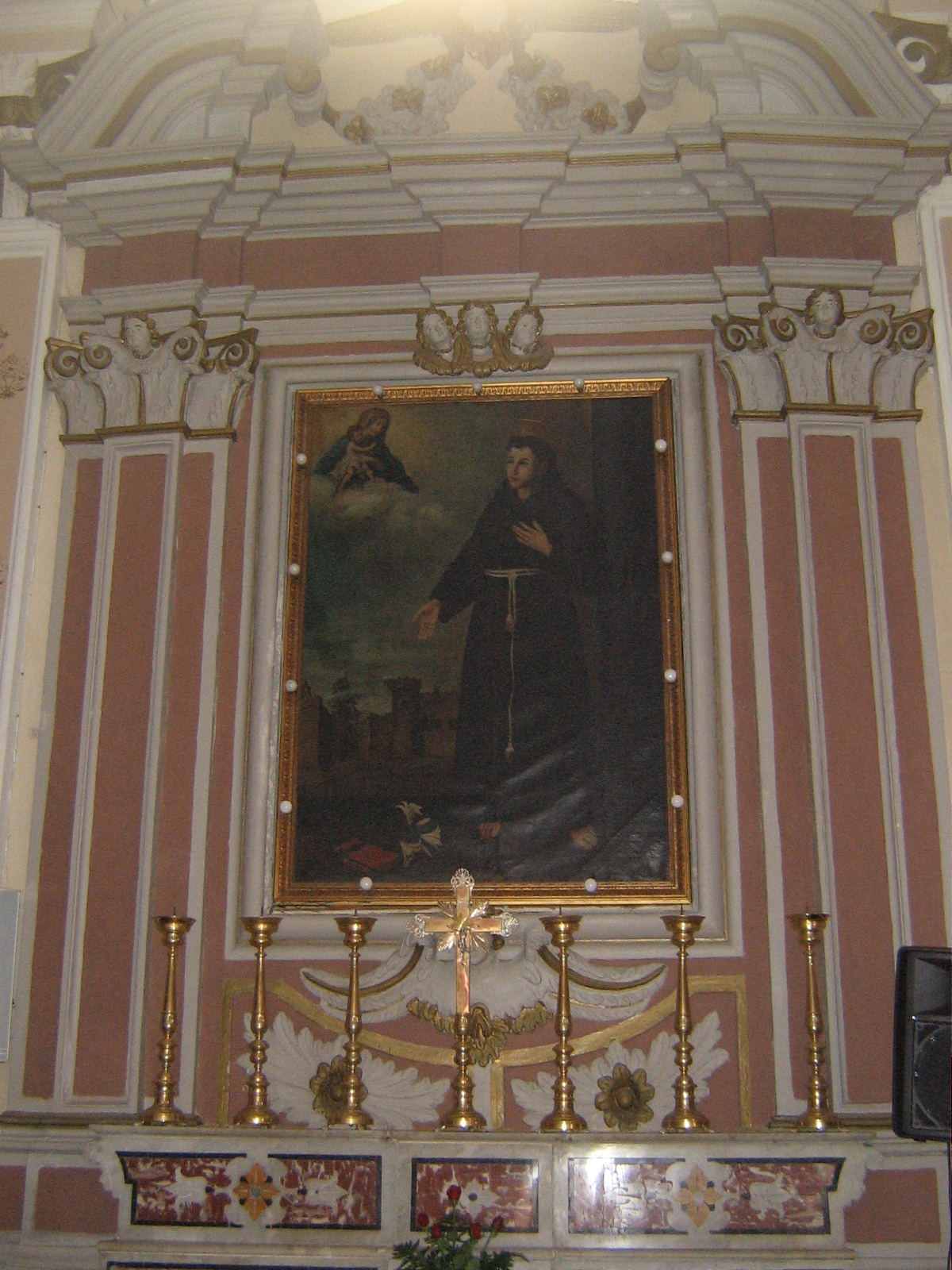
Altare di Sant'Antonio da Padova
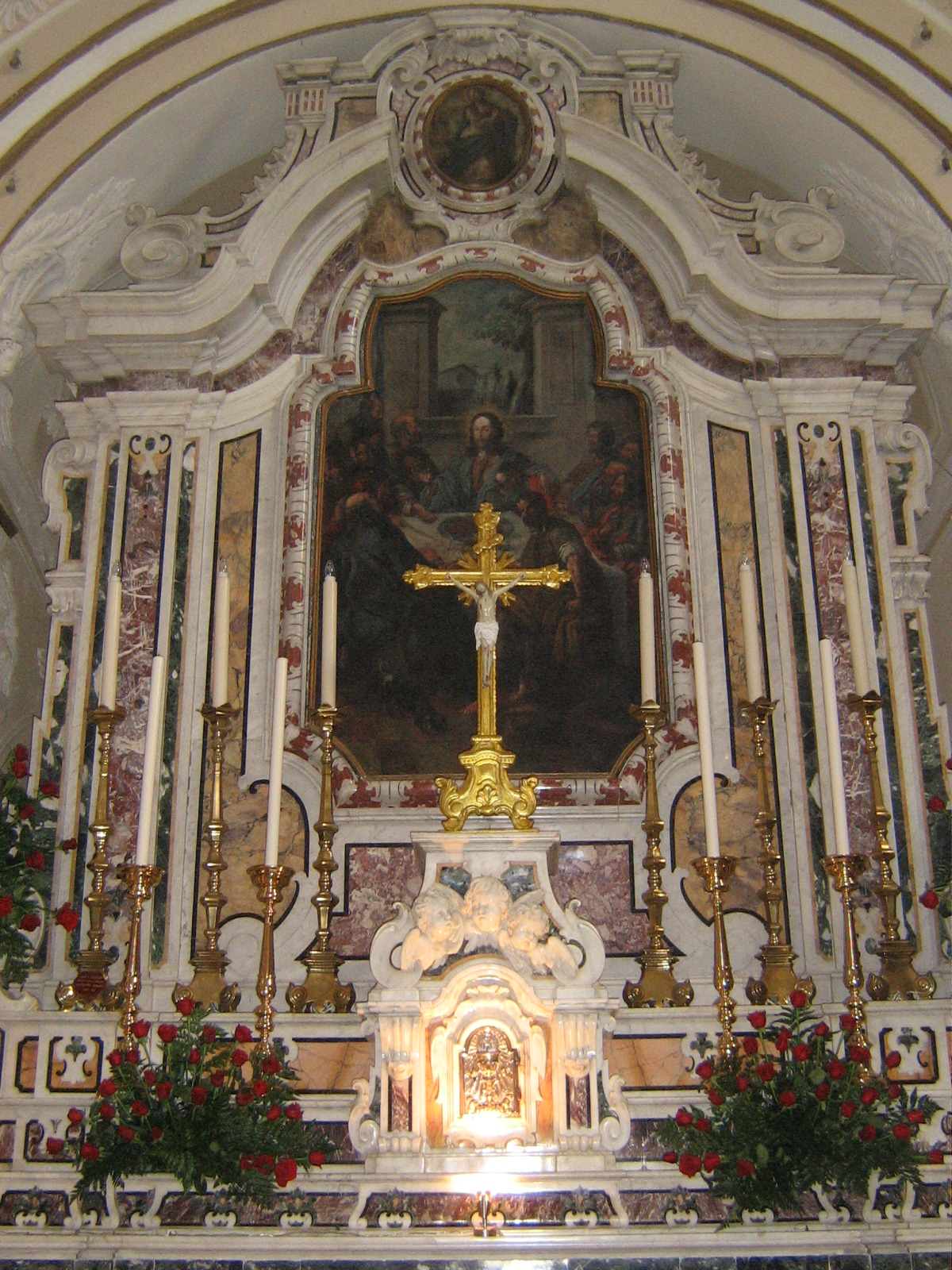
Altare Maggiore
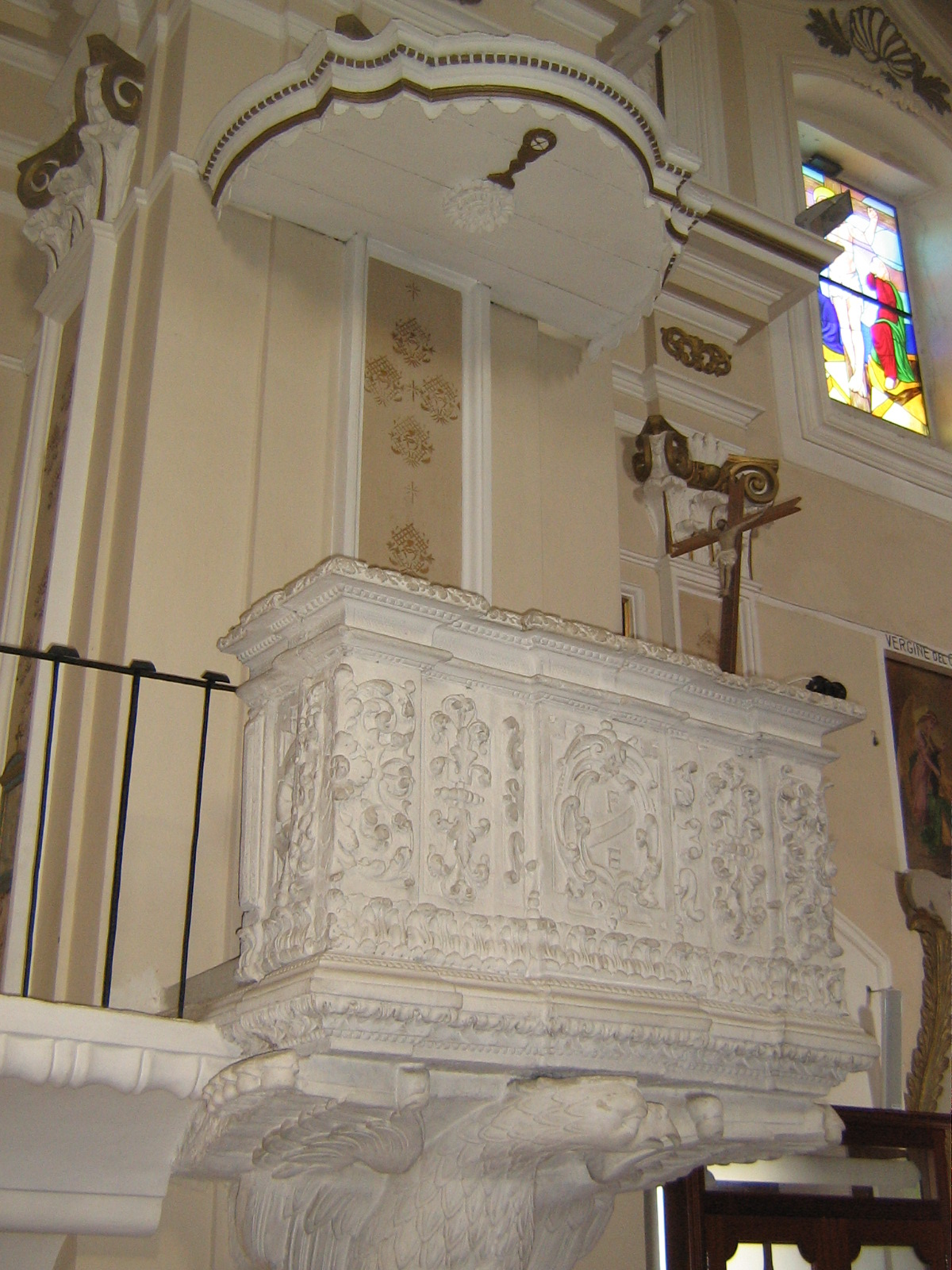
Pulpito
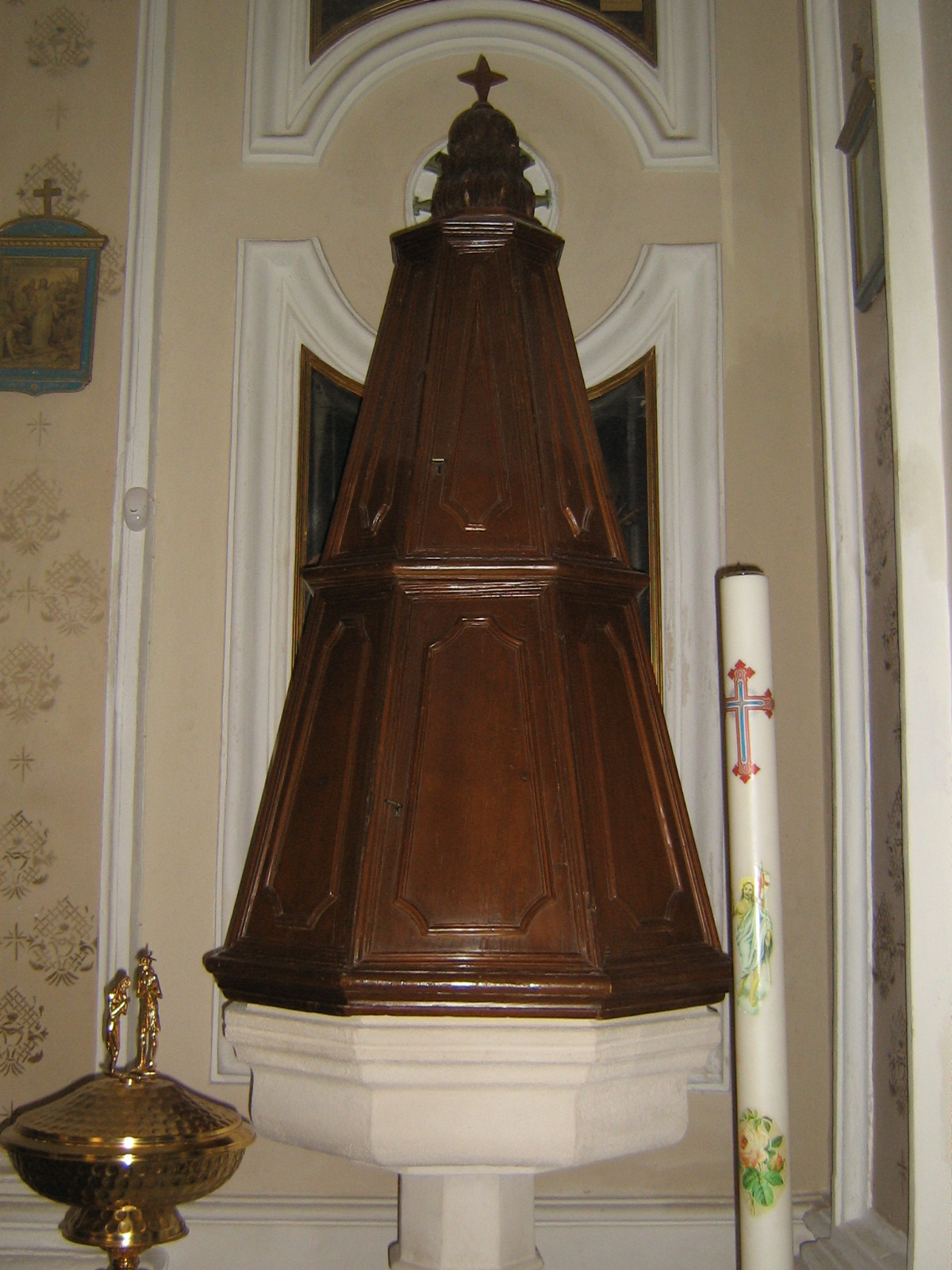
Battistero
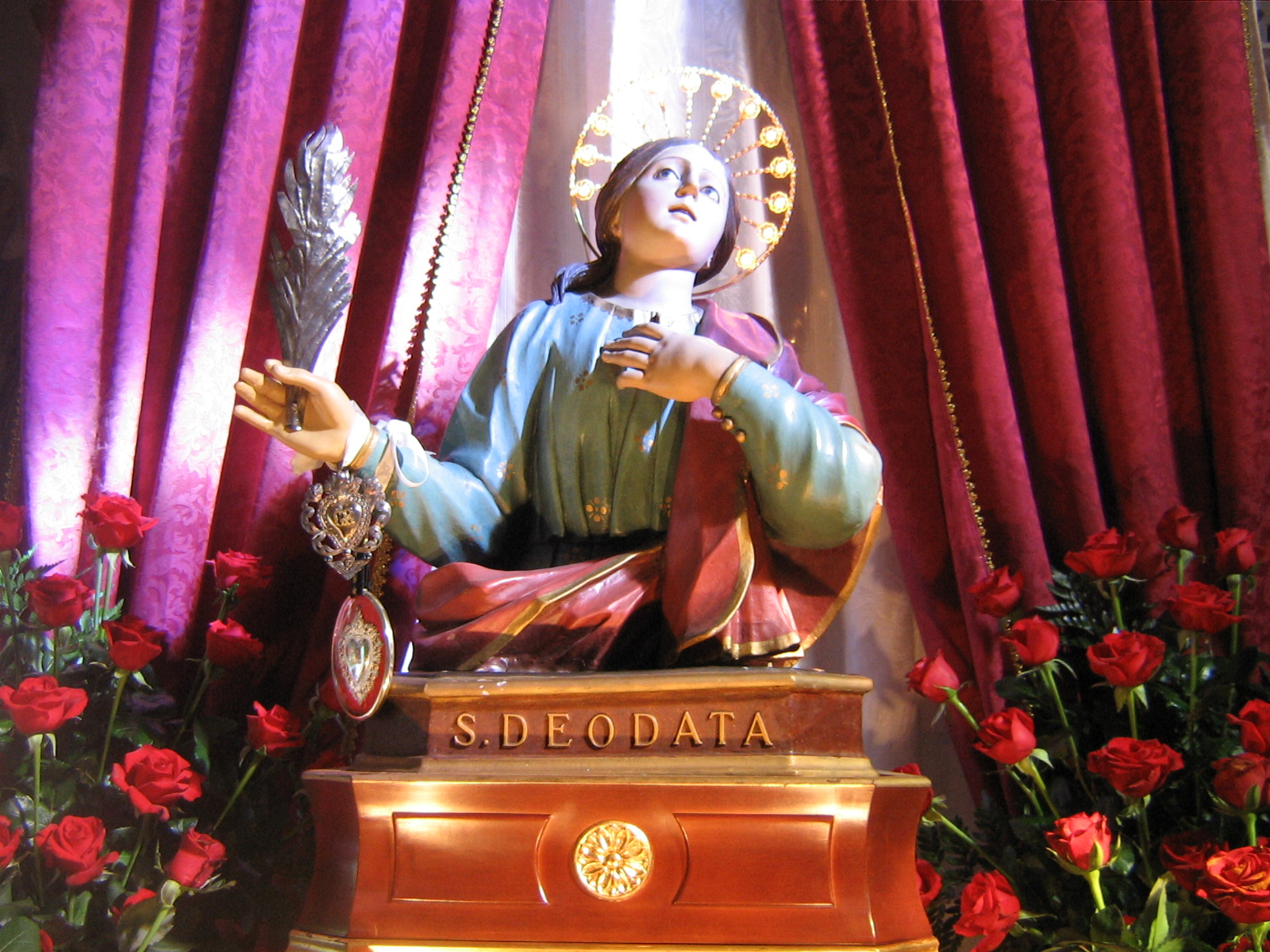
Statua di Santa Deodata